# Aksamitniki
Aksamitniki (Hyliotidae) – monotypowa rodzina ptaków z podrzędu śpiewających (Oscines) w obrębie rzędu wróblowych (Passeriformes). Najbliżej spokrewniona z owadówkami (Stenostiridae).

## Występowanie
Rodzina obejmuje gatunki występujące w Afryce, na południe od Sahary.

## Morfologia
Długość ciała 11–13 cm, masa ciała 9,5–17 g.

## Systematyka
Rodzaj zdefiniował w 1837 roku angielski zoolog William Swainson w publikacji swojego autorstwa o tytule On the natural history and classification of birds. Jako gatunek typowy Swainson wyznaczył aksamitnika płowobrzuchego (H. flavigaster).  

### Etymologia
Hyliota (Hyliotis): gr. ὑλειωτης huleiōtēs „leśny, epitet Pana”, od ὑλη hulē „las, teren lesisty”.

### Podział systematyczny
Takson wyodrębniony z rodziny pokrzewkowatych (Sylviidae). Do rodziny należy jeden rodzaj z następującymi gatunkami:
- Hyliota flavigaster Swainson, 1837 – aksamitnik płowobrzuchy
- Hyliota australis Shelley, 1882 – aksamitnik białobrzuchy
- Hyliota violacea J. Verreaux & E. Verreaux, 1851 – aksamitnik fioletowy